# Sedat Yüce
Sedat Yüce, född 1976 i Izmir, är en turkisk sångare, trumpetist och musikproducent.
Yüce deltog 1996 i den turkiska uttagningen till Eurovision Song Contest. Han framförde bidraget Vazgeç och kom på tredjeplats. Han deltog igen 1999 med bidraget Birak beni, som blev utan placering. Han vann uttagningen 2001 med bidraget Sevgiliye son och kom på elfteplats (41 poäng) i Eurovision Song Contest 2001. Han deltog även i den turkiska uttagningen 2005 med bidraget Yeniden, som blev utan placering.
2003 deltog Yüce även i Megahit, medelhavsländernas motsvarighet till Eurovision Song Contest, där han vann med bidraget Nereye Kadar?.